# Liste des cardinaux créés par Calixte II
Le pape Calixte II (1119-1124) a créé 35 cardinaux.

## 1119
- Gregorio Albergati
- Regnier

## Janvier1120
- Pierre de Fontaines
- Roberto
- Adoaldo
- Étienne de Bar
- Pons de Melgueil, O.S.B. Clun.
- Baialardo

## Décembre1120
- Gregorio
- Aymery de la Châtre, Can. Reg. Lat.
- Stefano
- Gionata, iuniore
- Gerardo
- Gualtiero
- Gregorio

## 1120
- Luigi Lucidi
- Atto

## Décembre1121
- Gilles de Paris, O.S.B.Clun.
- Roberto
- Pietro

## 1121
- Gregorio

## décembre1122
- Guillaume
- Teobaldo Boccapecora
- Gerardo Caccianemici dell'Orso
- Pietro
- Gregorio Conti
- Pietro Cariaceno
- Giovanni Dauferio
- Gregorio Tarquini (pl)
- Uberto
- Matteo
- Gregorio
- Angelo

## 1123
- Johannes
- Ugo Lectifredo.